# Lac Wollaston

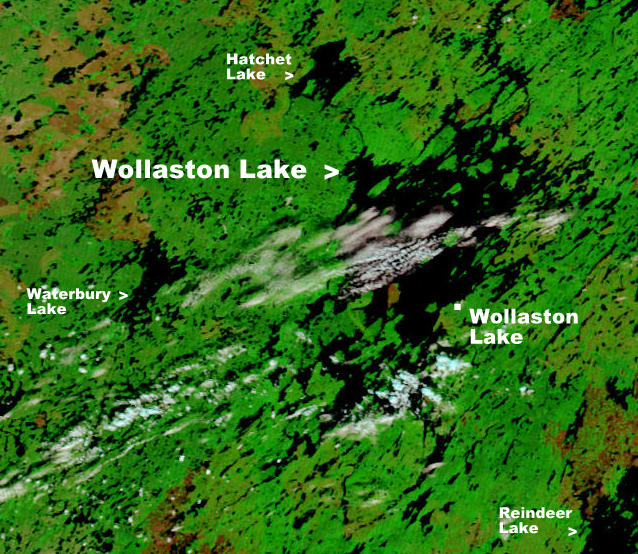
Photo satellite du Lac Wollaston.

Le lac Wollaston est situé en Saskatchewan au Canada à 550 km au nord-est de Prince Albert.
Avec une superficie de 2 286 km2 (2 681 km2 en incluant les îles), c'est le plus grand lac qui draine naturellement dans deux directions différentes.